# Дедгем (Массачусетс)
Дедгем (англ. Dedham) — місто (англ. town) в США, в окрузі Норфолк штату Массачусетс. Населення — 25 364 особи (2020).

## Демографія
Згідно з переписом 2010 року, у місті мешкало 24 729 осіб у 9651 домогосподарстві у складі 6308 родин. Було 10191 помешкання
Расовий склад населення:
| - 88,4 % — білих - 5,4 % — чорних або афроамериканців - 2,6 % — азіатів - 0,3 % — корінних американців - 1,6 % — осіб інших рас |

До двох чи більше рас належало 1,7 %. Частка іспаномовних становила 5,5 % від усіх жителів.
За віковим діапазоном населення розподілялося таким чином: 20,8 % — особи молодші 18 років, 60,8 % — особи у віці 18—64 років, 18,4 % — особи у віці 65 років та старші. Медіана віку мешканця становила 43,4 року. На 100 осіб жіночої статі у місті припадало 93,6 чоловіків;  на 100 жінок у віці від 18 років та старших — 90,7 чоловіків також старших 18 років.
Середній дохід на одне домашнє господарство  становив 121 222 долари США (медіана — 89 514), а середній дохід на одну сім'ю — 144 608 доларів (медіана — 121 071). Медіана доходів становила 71 132 долари для чоловіків та 60 819 доларів для жінок. За межею бідності перебувало 5,0 % осіб, у тому числі 4,7 % дітей у віці до 18 років та 5,3 % осіб у віці 65 років та старших.
Цивільне працевлаштоване населення становило 13 289 осіб. Основні галузі зайнятості: освіта, охорона здоров'я та соціальна допомога — 30,9 %, науковці, спеціалісти, менеджери — 13,0 %, фінанси, страхування та нерухомість — 9,6 %, роздрібна торгівля — 8,9 %.